# Mumin (nom)
Mumin és un nom masculí àrab (àrab: مؤمن, Muʾmin) que literalment significa ‘creient’, ‘fidel'. Si bé Mumin és la transcripció normativa en català del nom en àrab clàssic, també se'l pot trobar transcrit Mu'min, Momin, Momen… Precedit de l'article, al-Mumin (àrab: المؤمن, al-Muʾmin), ‘el Fidel', és un epítet de Déu; aquest, precedit del mot Abd, forma el prenom teòfor Abd-al-Mumin, ‘Servidor del Fidel'.
Aquest nom també el duen musulmans no arabòfons que l'han adaptat a les característiques fòniques i gràfiques de la seva llengua.
La forma femenina d'aquest nom és Múmina.